# Esteban Crespo

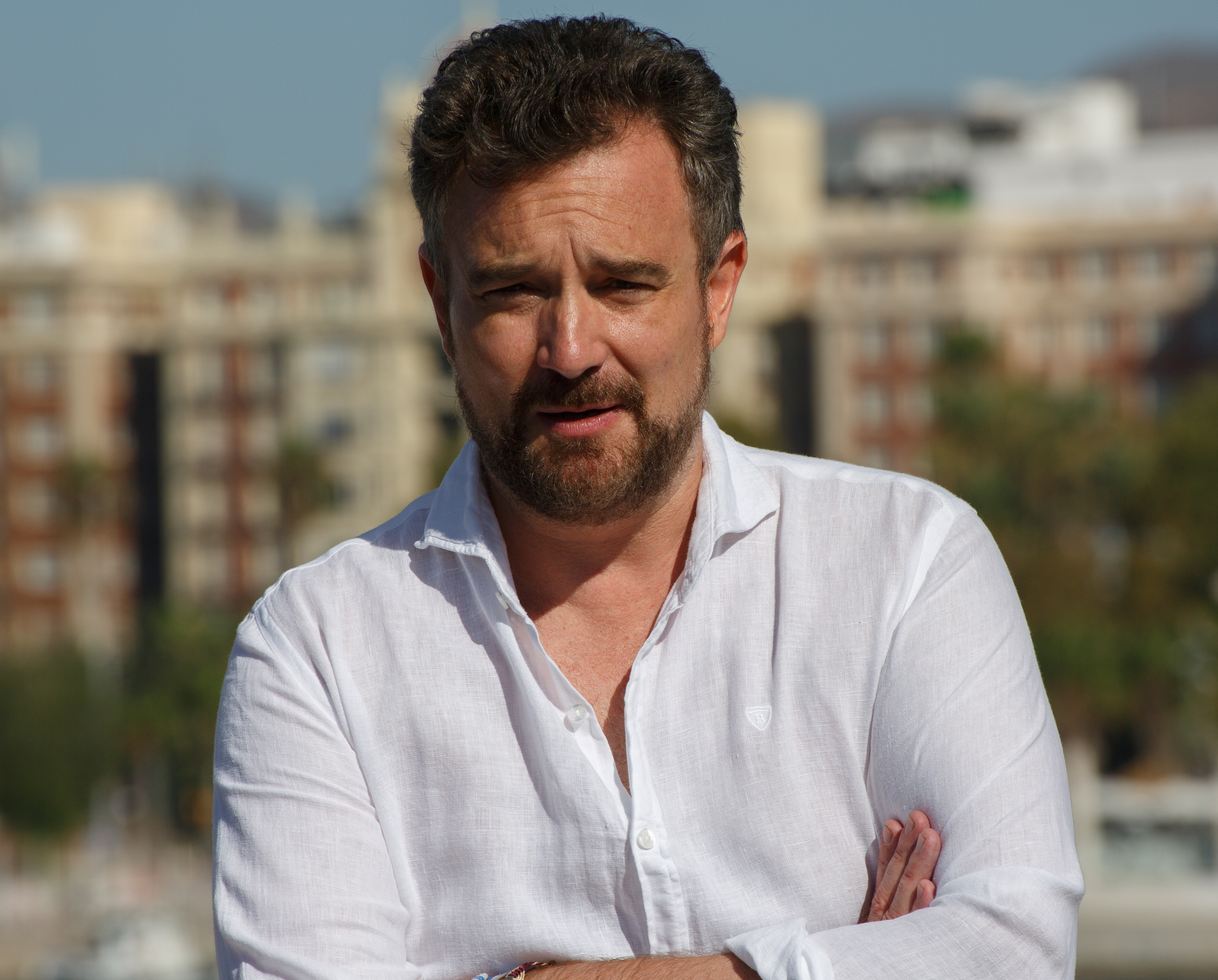
Esteban Crespo, 2020

Esteban Crespo Garcia (* 10. Juni 1971 in Madrid) ist ein spanischer Filmregisseur und Drehbuchautor.  Er drehte mehrere spanischsprachige Kurzfilme. Sein Debütwerk war der Kurzfilm Siempre quise trabajar en una fábrica. Aquel no era yo (2012) wurde 2014 für den Oscar als Bester Kurzfilm nominiert.

## Leben
Esteban Crespo begann zunächst als Dokumentarfilmer und arbeitete für das spanische Fernsehen. Für TVE arbeitete er als Berater und analysierte das dortige Kinderprogramm. Seit 2005 drehte er diverse Kurzfilme, die ebenfalls für das Kinderprogramm gedacht waren. Mit den Kurzfilmen war er international erfolgreich. Lala wurde 2010 für den Goya Award nominiert. Mit Aquél no era yo gewann er den Goya-Filmpreis für den „Besten fiktiven Kurzfilm“ (Mejor Cortometraje de Ficción). Sein erster Langfilm – Amar – hatte 2017 Premiere.
Crespo ist Mitglied eines Forums für junge Regisseure in Spanien und ist außerdem einer der Leiter der Seite all-historias.com.

## Filmografie
- 2005: Siempre quise trabajar en una fábrica
- 2005: Amar
- 2006: Fin
- 2009: Lala
- 2011: Nadie tiene la culpa
- 2012: Aquél no era yo
- 2014: La propina
- 2017: Amar